# LibraryThing
LibraryThing er et katalogiseringsværktøj og et socialt website til deling af kataloger og boglister, bogforslag og diskussioner om bøger.
Idéen er blandt andet at skabe netværk ved at vise "biblioteker, der ligner dit eget". Lighederne baseres ligesom bogforslagene på fælles bogtitler, men også på tagging og rating af bøgerne. For at føre brugere og bogtitler sammen forsøger LibraryThing, bl.a. ved brugernes hjælp at identificere oversættelser og udgaver af samme værk. Librarything trækker dels på Amazon (i alle de forskellige sprogversioner), dels på en lang række bibliotekskataloger, herunder 24 alene fra Danmark.
LibraryThing er grundlagt af Tim Spalding i august 2005.

## Den danske version
Den danske version er den 7. største sprogversion efter hollandsk, spansk, tysk, fransk, italiensk og portugisisk af den oprindelige amerikanske. 